# Светцємс
Свєтцємс (раніше, Свейцємс, лат. Svētciems) — село у Салацгрівській волості Лимбазького краю. Розташоване на березі Світупе біля шосе А1, за 6,5 км від парафіяльного центру Салацгріви та за 95 км від Риги.
Поселення утворилося поблизу центру колишнього маєтку Яунсалац (Neu-Salis). Виникло в післявоєнні роки як село радгоспу «Салацгріва». В селі є дитячий садок, бібліотека, магазин, декілька підприємств.
У середині 19 століття околиці Свєтупі були останнім місцем у Ліфляндії, де жили носії лівонської мови.